# ヤングスペシャル ライブ・ザ・POP!
『ヤングスペシャル ライブ・ザ・POP!』（ヤングスペシャル ライブ・ザ・ポップ）は、1985年10月9日から同年10月30日までTBS系列局で放送されていたTBS製作の音楽番組である。花王の一社提供。全4回。放送時間は毎週水曜 22:25 - 22:54 （日本標準時）。

## 概要
メインの歌手1組がホスト役となり、仲の良い歌手2〜3組をゲストに迎え、トークと音楽を披露していた番組。前番組『枝里子と鶴太郎のデータブティック』終了から『しゃれっぽクラブ』放送開始までのつなぎ番組として放送された。

## 出演者
- 生島ヒロシ（司会・ライブDJ、当時TBSアナウンサー）
- 早見優
- ラッツ&スター
- 柏原芳恵（第2回）
- TOM★CAT
- 原田知世（第3回）
- 河合奈保子（第3回）
- 佐藤隆（第3回）
- C-C-B（第4回）
- 菊池桃子（第4回）
- 松本伊代（第4回）
- 志村香（第4回）
- ほか

## 参考資料
- 毎日新聞縮刷版[どれ?]

| TBS系列 水曜22:25枠 （花王一社提供枠）                          | TBS系列 水曜22:25枠 （花王一社提供枠）                               | TBS系列 水曜22:25枠 （花王一社提供枠）             |
| 前番組                                                          | 番組名                                                               | 次番組                                             |
| --------------------------------------------------------------- | -------------------------------------------------------------------- | -------------------------------------------------- |
| 枝里子と鶴太郎のデータブティック （1984年10月 - 1985年9月25日） | ヤングスペシャル ライブ・ザ・POP! （1985年10月9日 - 1985年10月23日） | しゃれっぽクラブ （1985年11月6日 - 1986年3月26日） |